# Jack Hallows
John Henry „Jack“ Hallows (* 16. Februar 1907 in Chester; † August 1963) war ein englischer Fußballspieler. Der Mittelstürmer erzielte in den 1930er Jahren 74 Tore in 164 Zweitligaspielen für Bradford City.

## Karriere

### Beginn bei West Bromwich und im Amateurfußball, bis 1930
Hallows war im Alter von fünf Jahren Vollwaise und wuchs in einem Waisenhaus in Liverpool auf. Im Mai 1922 wurde er gerade 15-jährig mit einem weiteren Waisenjungen namens H. Bennett von West Bromwich Albion verpflichtet. Anfänglich noch zu jung für einen Profivertrag, wurde er zunächst offiziell als Bürohilfskraft eingestellt. Folglich gehörte er bereits ab 1922 zum Kader des Erstligisten und machte schon im September 1922 auf sich aufmerksam, als er unter großem Zuschauerinteresse in einem Freundschaftsspiel gegen Tamworth Castle beim 4:1-Sieg einen Treffer erzielte. Hallows spielte in der Folge im Colts-Team von West Bromwich, einer Art Nachwuchsmannschaft die aber am regulären Spielbetrieb teilnahm. Obwohl er einschließlich der Saison 1926/27 durchgängig zum Kader von West Bromwich zählte, kam er für die erste Mannschaft in keinem Pflichtspiel zum Einsatz, die Mittelstürmerposition war während seiner Zugehörigkeit meist von George James oder Stan Davies besetzt. Bei West Bromwich wurde er vermutlich umgeschult, so wird er ab Sommer 1926 in der Kaderübersicht nicht mehr als Mittelstürmer, sondern als Mittelläufer geführt.
Spätestens ab Anfang 1927 findet sich sein Name in Aufstellungen von Willenhall in der Birmingham & District League. Zumeist als Mittelläufer aufgeboten, zeichnete er sich als regelmäßiger Torschütze aus. Dass er insbesondere mit einem sehr harten Schuss ausgestattet war, musste im April 1927 auch ein Schiedsrichter erleben, den er während einer Partie „hors de combat“ schoss. Im Sommer 1930 löste sich sein bisheriger Klub Willenhall auf und Hallows wechselte zu Grays Thurrock United in die Kent League. Nur wenige Monate später, im November 1930, wurde er vom Zweitdivisionär Bradford City erneut in die Football League geholt, nachdem er in den vorangegangenen vier Spielen elf Treffer für Grays Thurrock erzielt hatte. Bradford waren die Dienste Hallows eine Ablösesumme von £600 wert, zudem verpflichtete sich Bradford zur Austragung eines Freundschaftsspiels, bei der im März 1931 stattgefundenen Partie erzielte Hallows einen Treffer beim 6:2-Sieg.

### Stürmer bei Bradford City, 1930–1936
Bei Bradford rückte Hallows umgehend in die Stammformation und hatte keine Probleme, sich dem höheren sportlichen Niveau anzupassen.  Bereits bei seinem Debüt gegen den FC Burnley im November 1930 erzielte er einen Treffer, in seinem dritten Ligaeinsatz gelang ihm gegen den FC Reading ein Hattrick, eine Leistung, die er zum Ende der Saison bei einem 3:0-Heimerfolg gegen Swansea Town wiederholte. Insgesamt traf er in der Saison 1930/31 19-mal in 27 Ligaspielen, lediglich an den Partien um den FA Cup durfte er nicht mitwirken, da er bereits für Grays Thurrock im Wettbewerb zum Einsatz gekommen war.
In der Mannschaft von Trainer Jack Peart war er auch in der folgenden Saison 1931/32 im Sturmzentrum gesetzt und steigerte seine Torausbeute auf 21 Treffer; in der Sturmreihe spielte er zumeist an der Seite von Charlie Moore, Harold Peel, Dickie Watmough und Aubrey Scriven oder Stan Alexander. Persönliche Saisonhighlights erlebte Hallows zum Jahreswechsel mit acht Torerfolgen in zwei aufeinanderfolgenden Heimspielen: nach einem neuerlich Hattrick gegen Swansea am Boxing Day, erzielte er am 2. Januar 1932 bei einem 9:1-Sieg über den FC Barnsley fünf Treffer. Am Saisonende war er Teil einer „Ligaauswahl“ anlässlich eines „Benefits“ (eine von der Liga erlaubte Sonderzahlung, oftmals fand die Entlohnung auch mittels Überlassung der Einnahmen eines Spiels statt) zu Gunsten des Barnsley-Spielers Teddy Ashton. Für die mit vier Nationalspielern gespickte Auswahl (Willis Edwards, Ernie Hart, Ernie Hine, Billy Smith) erzielte er drei Treffer beim 7:3-Erfolg.
Als in der Saison 1932/33 seine Torquote (12 Tore in 37 Einsätzen) zusehends abnahm, wurde er ab März 1933 vermehrt als rechter Halbstürmer aufgeboten. In der Spielzeit 1933/34 startete er wiederum als Mittelstürmer, wurde nach sieben Toren in elf Einsätzen aber erneut auf die Halbstürmerposition zurückgezogen, auf der er ähnlich treffsicher blieb und am Saisonende 17 Tore in 29 Ligaeinsätzen vorweisen konnte. Obwohl Hallows nicht unbedingt für ein hitziges Gemüt bekannt war, musste er zwei lange Sperren während seiner Zeit bei Bradford absitzen: Nach einem Platzverweis im Februar 1934 gegen Lincoln City wurde er vom Verband für vier Wochen gesperrt im November 1935 nach einem Platzverweis bei einem Reservespiel in der Midland League für zwei Monate.
Im Verlauf der Saison 1934/35 traf Hallows in 22 Ligaspielen nur noch drei Mal; auf der Suche nach einem neuen Mittelstürmer wurden außer Hallows im Saisonverlauf Joe Spence, Sid Elliott, Charlie Keetley und Harry Adamson in der Sturmspitze aufgeboten, nach Hallows’ zweiter Sperre war mit Mick Kelly zusätzlich ein weiterer Mittelstürmer verpflichtet worden, der den Ansprüchen aber ebenfalls nicht gerecht wurde. Erst im Dezember 1935 fand der Klub mit Harry Travis wieder einen passablen Mittelstürmer.
Währenddessen reichte es für Hallows in der Saison 1935/36 nur noch zu zwei Toren in 15 Einsätzen. Dennoch wurde er nach der Rückkehr von seiner zweiten Sperre in der Presse für seine Leistungen Anfang 1936 wiederholt gelobt, der Leeds Mercury vermerkte Anfang Februar „Hallows kontrolliert den Überschwang seiner Sturmkollegen“ und der Korrespondent des Derby Evening Telegraphs schrieb im Februar 1936 anlässlich einer 0:1-Pokalniederlage gegen den Erstligisten Derby County unter der Überschrift „Hallows beeindruckt“, er wäre „der beste Fußballer der [Sturm-]Reihe“ gewesen und „beeindruckte mit seiner Planung und Ballverteilung“. Anlässlich eines 2:1-Heimsiegs gegen den FC Southampton ergänzte der Leeds Mercury: „dank der intelligenten Arbeit von Hallows entstanden viele Lücken.“

### Karriereende bei Barnsley, 1936–1937
Der kurz vor Ende der Schließung des Transferfensters Mitte März 1936 erfolgte Wechsel zum abstiegsgefährdeten Ligakonkurrenten FC Barnsley wurde in der Presse in Bezug auf die erfolgten Transfers als „größte Überraschung von allen“ betitelt. Für Hallows lohnte sich der Wechsel aus finanziellen Gründen: Neben dem Anspruch auf einen „Benefit“ seitens Bradford City wurde er auch am, nach Pressemeinung vermutlich vierstelligen, Transfererlös beteiligt. Sportlich blieb seine Zeit bei Bradford, für die er in sechs Spielzeiten neben 74 Ligatoren in 164 Einsätzen auch fünf Tore in neun Pokalspielen erzielt hatte, mäßig erfolgreich. In der Liga platzierte man sich zumeist im gesicherten Mittelfeld, ernsthafter Anwärter für einen der beiden Aufstiegsplätze war man nie. Im FA Cup stand man trotz Erfolgen über die Erstligisten Aston Villa (1935, eine Runde später Aus gegen den Drittligisten Stockport County) und Blackburn Rovers (1936) – beide Male hatte Hallows einen Treffer zum Favoritensturz beigetragen – lediglich einmal im Achtelfinale.
Barnsley gelang mit der Verpflichtung die erhoffte Stärkung der Sturmreihe indes nur sehr bedingt, stattdessen musste der Klub, weil er Hallows bereits vor dessen ordnungsgemäßer Registrierung eingesetzt hatte, noch eine Strafe von drei Guineen zahlen. Nach drei torlosen Einsätzen bis zum Saisonende – der Klassenerhalt gelang mit einem Punkt Vorsprung auf Port Vale – kam er in der folgenden Spielzeit 1936/37 zu lediglich elf weiteren Pflichtspieleinsätzen (4 Tore) in der ersten Mannschaft. Für das Reserveteam in der Midland League war er derweil mit 19 erzielten Saisontoren hinter Eric Bray (23 Tore) vereinsintern zweitbester Torschütze. Am Saisonende konnte er sich mit Barnsley nicht über die Konditionen für eine Vertragsverlängerung einigen, wurde vom Verein daraufhin auf die Transferliste gesetzt und entschied sich im Sommer 1937 30-jährig zur Beendigung seiner Profikarriere. Nach seiner Fußballerlaufbahn verdiente er seinen Lebensunterhalt mit einer Maßschneiderei in Walkden.